# Roses (album de Cœur de pirate)
Pour les articles homonymes, voir Rose.
Albums de Cœur de pirate
Child of Light
(2014) Les Souliers rouges
(2018)
Singles
1. Oublie-moi (Carry On)
2. Crier tout bas

Roses est le troisième album studio de la chanteuse canadienne Cœur de pirate. Il a été produit par le batteur du groupe PJ Harvey Rob Ellis, Björn Yttling et le producteur du groupe Metronomy Ash Workman.

## Écriture et réalisation des chansons
La chanteuse a commencé à travailler sur l'album et à écrire les textes de celui-ci après la naissance de son enfant qui est ainsi, pour elle, une nouvelle source d'inspiration. On remarque aussi un tournant musical par rapports aux précédentes productions de la chanteuse, l'album étant nettement plus Pop et rythmé. Et ce virage a été amorcé dès le premier single, Oublie-moi. Avec ce disque, Cœur de pirate touche aussi à l'électro, au rock et on y trouve même du rap sur le titre I Don't Wanna Break Your Heart en featuring avec le rappeur Allan Kingdom. La moitié des chansons de l'album ont été enregistrées en anglais, ce qui montre l'envie de la chanteuse de percer un jour dans des pays anglo-saxons tels que les États-Unis[réf. nécessaire].
Cinq chansons de l'album ont bénéficié d'un clip vidéo: Oublie moi, Crier tout bas, I don't Wanna Break Your Heart, Drapeau Blanc et Undone. Le clip de Undone est sorti en janvier 2017. 

## Accueil critique
Christian Larrède des Inrocks a accordé la note de 3 sur 5 à l'album Roses. Il mentionne une inspiration puissante, comportant de « multiples prises de risques ».

## Accueil commercial
L'album a fait un bon démarrage dans les charts en France. Il s'est classé n° 5 la semaine de sa sortie.

## Liste des pistes
Roses (Édition standard)
Toutes les chansons sont écrites et composées par Béatrice Martin sauf I Don't Want to Break Your Heart (paroles : Béatrice Martin et Allan Kingdom)..
| No  | Titre                                                      | Durée |
| --- | ---------------------------------------------------------- | ----- |
| 1.  | Oceans Brawl                                               | 5:10  |
| 2.  | Oublie-moi                                                 | 3:36  |
| 3.  | Crier tout bas                                             | 4:21  |
| 4.  | I Don't Want to Break Your Heart (featuring Allan Kingdom) | 4:05  |
| 5.  | Drapeau blanc                                              | 3:25  |
| 6.  | Undone                                                     | 3:12  |
| 7.  | Tu oublieras mon nom                                       | 3:13  |
| 8.  | Cast Away                                                  | 3:17  |
| 9.  | The Way Back Home                                          | 3:43  |
| 10. | Our Love                                                   | 2:43  |

Roses (Bonus édition itunes)
| No  | Titre                              | Durée |
| --- | ---------------------------------- | ----- |
| 11. | The Climb                          | 3:18  |
| 12. | Can't Get Your Love                | 3:30  |
| 13. | Carry On                           | 3:36  |
| 14. | Oceans Brawl (Ash Workman Version) | 2;47  |
| 15. | Oublie-moi (Felix Cartal Remix)    | 4:07  |

## Classements

### Classements
| Classement (2016)            | Meilleure position |
| ---------------------------- | ------------------ |
| Belgique (Flandre Ultratop)  | 89                 |
| Belgique (Wallonie Ultratop) | 5                  |
| Canada (Canadian Albums)     | 2                  |
| France (SNEP)                | 5                  |
| Suisse (Schweizer Hitparade) | 16                 |

### Certifications
| Pays   | Association | Certification | Ventes/Équivalence |
| ------ | ----------- | ------------- | ------------------ |
| France | SNEP        | or            | 50 000             |